# Arella Guirantes
Arella Karin Guirantes (ur. 15 października 1997 w Nowym Jorku) – portorykańska koszykarka, posiadająca także amerykańskie obywatelstwo, występująca na pozycjach rzucającej lub niskiej skrzydłowej, reprezentantka Portoryko, obecnie zawodniczka Diósgyőri VTK, a w okresie letnim Seattle Storm w WNBA.
6 lutego 2023 zawarła umowę z Seattle Storm.

## Osiągnięcia
Stan na 11 marca 2023, na podstawie, o ile nie zaznaczono inaczej.

### NCAA
- Uczestniczka turnieju NCAA (2019, 2021)
- Laureatka Rutgers Werblin Award (2020)
- Zaliczona do:
  - I składu:
    - Big 10 (2020, 2021)
    - defensywnego Big 10 (2021)
    - All-Metropolitan Basketball Writers Association (2020)

  - składu:
    - honorable mention:
      - All-America (2020 Associated Press, USBWA, WBCA)
      - All-Big Ten (2019)

    - Big Ten Honor Roll (2019)
- Liderka Big 10 w:
  - średniej:
    - punktów (2020 – 20,6)
    - rozegranych minut (2020 – 36,9, 2021 – 37,4)

  - liczbie:
    - punktów (2020 – 618)
    - celnych (171) i oddanych (211) rzutów wolnych (2020)

  - skuteczności rzutów wolnych (2021 – 86,8%)

### Reprezentacja
Drużynowe
- Mistrzyni Centrobasketu (2022)[5][6]
- Uczestniczka:
  - mistrzostw świata (2022 – 8. miejsce)[7]
  - kwalifikacji do mistrzostw świata (2022)

Indywidualne
- MVP Centrobasketu (2022)[5]
- Zaliczona do I składu Centrobasketu (2022)[5]
- Liderka w:
  - średniej punktów mistrzostw:
    - świata (2022 – 17,2)[8]
    - Ameryki Środkowej (2022 – 24)[9]

  - Centrobasketu w skuteczności rzutów wolnych (2022 – 95,7%)[9]